# Розенталь, Тоби Эдвард
Тоби (Тобиас) Эдвард Розенталь (англ. Toby Edward Rosenthal; 15 марта 1838/1848, Штрасбург — 23 декабря 1917, Мюнхен) — американский жанровый художник родом из Германии, медиевалист.

## Биография
Родился в Пруссии, вырос в Сан-Франциско. В 14 лет начал карьеру художника, учился в Школе дизайна Сан-Франциско, затем вернулся в Европу, чтобы поступить в Мюнхенскую академию художеств. При обучении познакомился и оценил жанр исторической живописи. Под руководством Карла фон Пилоти Розенталь научился писать истории о высоконравственных драматичных героях. Проживая в Германии, Розенталь получал наиболее важные заказы из Америки. Одним из них стала картина «Суд над Констанс де Беверли» по поэме Вальтера Скота «Мармион», за которую художник получил золотую медаль на Мюнхенской международной художественной выставке 1883 года. Другая картина Розенталя «Красавица Элейн» также получила общественное одобрение и выставлялась в крупных городах западной и центральной частей США.

## Картины
- Последнее предложение любви / Love’s Last Offering
- Весенняя радость и печаль / Spring’s Joy and Sorrow (1868)
- И. С. Бах и его семья за утренней молитвой / J.S. Bach and his family at morning prayers (Музей Лепцига; 1870)
- Красавица Элейн / The beautiful Elaine (по балладе Альфреда Теннисона, 1874)
- Молодой монах в трапезной / Young Monk in Refectory (1875)
- Запретные желания / Forbidden Longings
- Смеётся тот, кто смеётся последним / Who laughs last, laughs best,
- Тревога в женском пансионе / Girls' Boarding-School Alarmed (1877)
- Молитва матери / A Mother’s Prayer (1881)
- Пустое место / Empty Place (1882)
- Суд над Констанс де Беверли / Trial of the escaped nun Constance de Beverly (по поэме Вальтера Скота, Музей искусств округа Лос-Анджелес; 1883)
- Урок танцев во времена империи / Dancing Lesson During the Empire
- Уход из семьи / Departure from the Family
- Из огня да в полымя / Out of the Frying-Pan into the Fire (наиболее известная его работа, 1871)